# Ferrari 275
Ferrari 275 är en sportbil, tillverkad av den italienska biltillverkaren Ferrari mellan 1964 och 1968.

## Bakgrund
Ferrari 275 presenterades på Bilsalongen i Paris 1964 och ersatte Ferrari 250. Den nya bilen var en betydligt mer avancerad konstruktion. Som första landsvägsvagn från Ferrari hade den individuell bakhjulsupphängning. Den var också försedd med transaxel, det vill säga växellådan (nu femväxlad) var monterad bak vid differentialen.
275:an tillverkades i två sinsemellan ganska olika versioner. Den öppna GTS var en traditionellt stillsam gran turismo-vagn. Dess täckta syskonvagn GTB var en seriös sportbil, mer i stil med 250 Berlinetta.

## Motor
Liksom sin föregångare var 275:an försedd med Colombo-motorn. Ferrari ökade återigen på cylindervolymen genom att borra upp cylinderdiametern, nu till 77 mm, samtidigt som slaglängden låg kvar på de ursprungliga 58,5 mm.
Från 1966 tillverkades enbart den sportiga Berlinettan. För att göra motorn än mer konkurrenskraftig uppdaterades den med dubbla överliggande kamaxlar, sex förgasare och torrsumpsmörjning.
| Modell | Motor               | Cylindervolym | Effekt | Bränslesystem              |
| ------ | ------------------- | ------------- | ------ | -------------------------- |
| GTS    | 12-cyl V-motor ohc  | 3286 cm³      | 260 hk | 3 st Weber 40DC2 förgasare |
| GTB    | 12-cyl V-motor ohc  | 3286 cm³      | 280 hk | 3 st Weber 40DC2 förgasare |
| GTB/4  | 12-cyl V-motor dohc | 3286 cm³      | 300 hk | 6 st Weber 40DCN förgasare |

## 275 GTS
Den öppna versionen inspirerades av California Spyder, men var mer avsedd för landsvägstrafik än tävlingsbanan.
Produktionen uppgick till 203 exemplar.

## 275 GTB
Den täckta coupén var en värdig efterträdare till 250 Berlinetta och gjorde bra ifrån sig i sportvagnsracing. Karossen, som byggdes av Scaglietti, visade tydliga likheter med GTO:n, och dess avancerade chassi gav 275:an än bättre vägegenskaper. Den som var ute efter en seriös tävlingsvagn, kunde beställa en lättare kaross helt i aluminium. 1965 modifierades karossen något för bättre aerodynamik; dessa kan identifieras genom sin längre nos. Dessa "Serie II"-bilar fick också ett kardanrör, som innebar bättre grepp och stabilitet. De sista tolv bilarna i serien, kallade 275 GTB/C, var avsedda för tävlingsbruk och hade extra lätt aluminiumkaross och motorn hade, liksom på den efterföljande GTB/4, sex förgasare och torrsumpsmörjning.
Produktionen uppgick till 448 exemplar.

## 275 GTB/4
1966 uppdaterades GTB-motorn med fyra kamaxlar, för ännu bättre prestanda. Därav beteckningen "/4". Denna var än mer inriktad för tävlingsbruk och landsvägsvagnarna ersattes av 330-serien.
Produktionen uppgick till 330 exemplar.

## 275 GTB/4-S NART
Detta är ingen officiell Ferrari, men nog så intressant ändå. Bakgrunden är den att Luigi Chinetti, Ferraris generalagent på amerikanska ostkusten och chef för racingstallet North American Racing Team (NART), sökte en öppen 275:a som tävlingsbil. När den nya GTB/4 introducerades, beställde Chinetti tio öppna vagnar från Scaglietti, baserade på den nya modellen. Scaglietti kapade helt sonika av taket på coupékarossen och försåg bilarna med en primitiv sufflett.

## Bilder

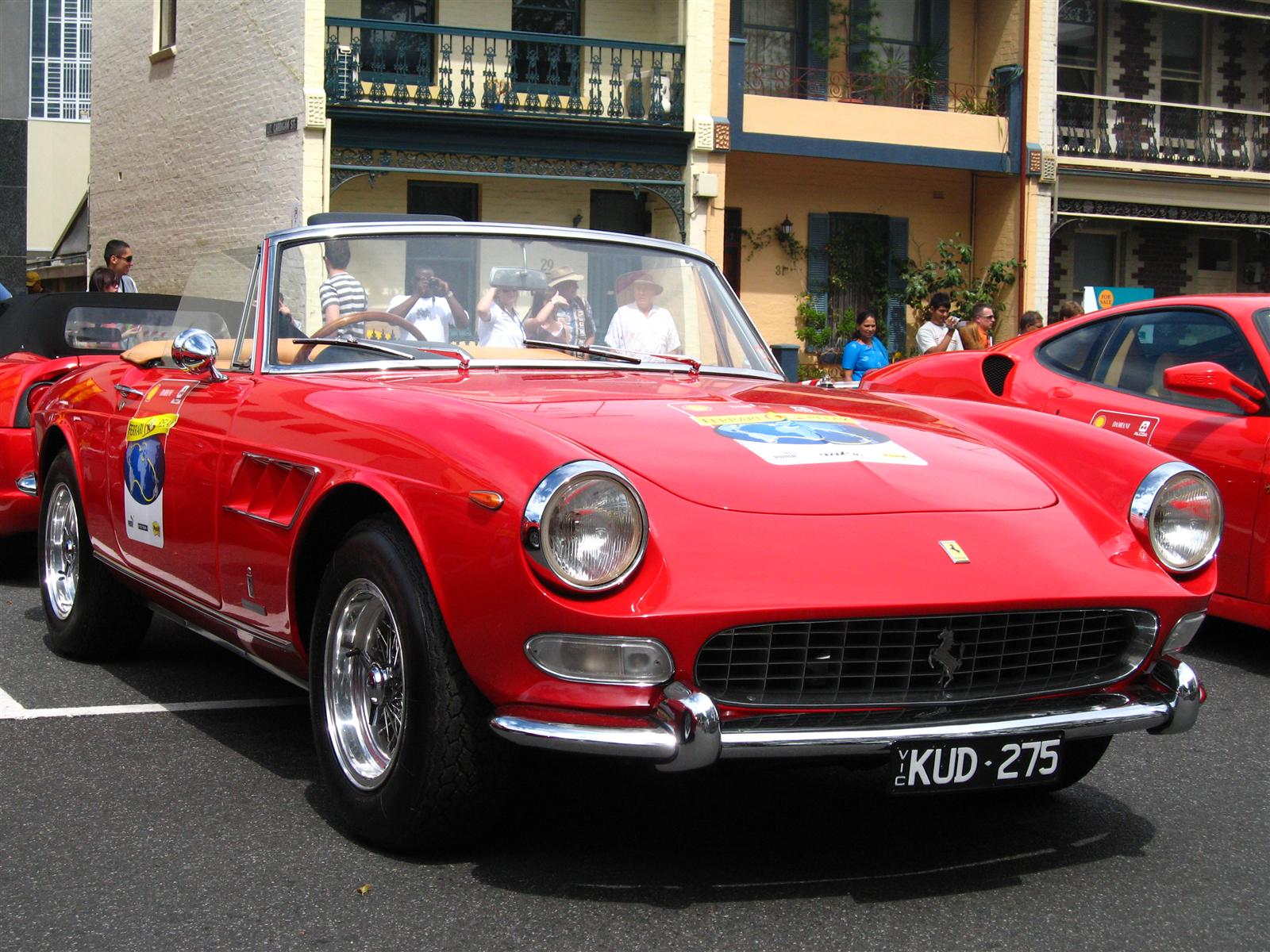
275 GTS
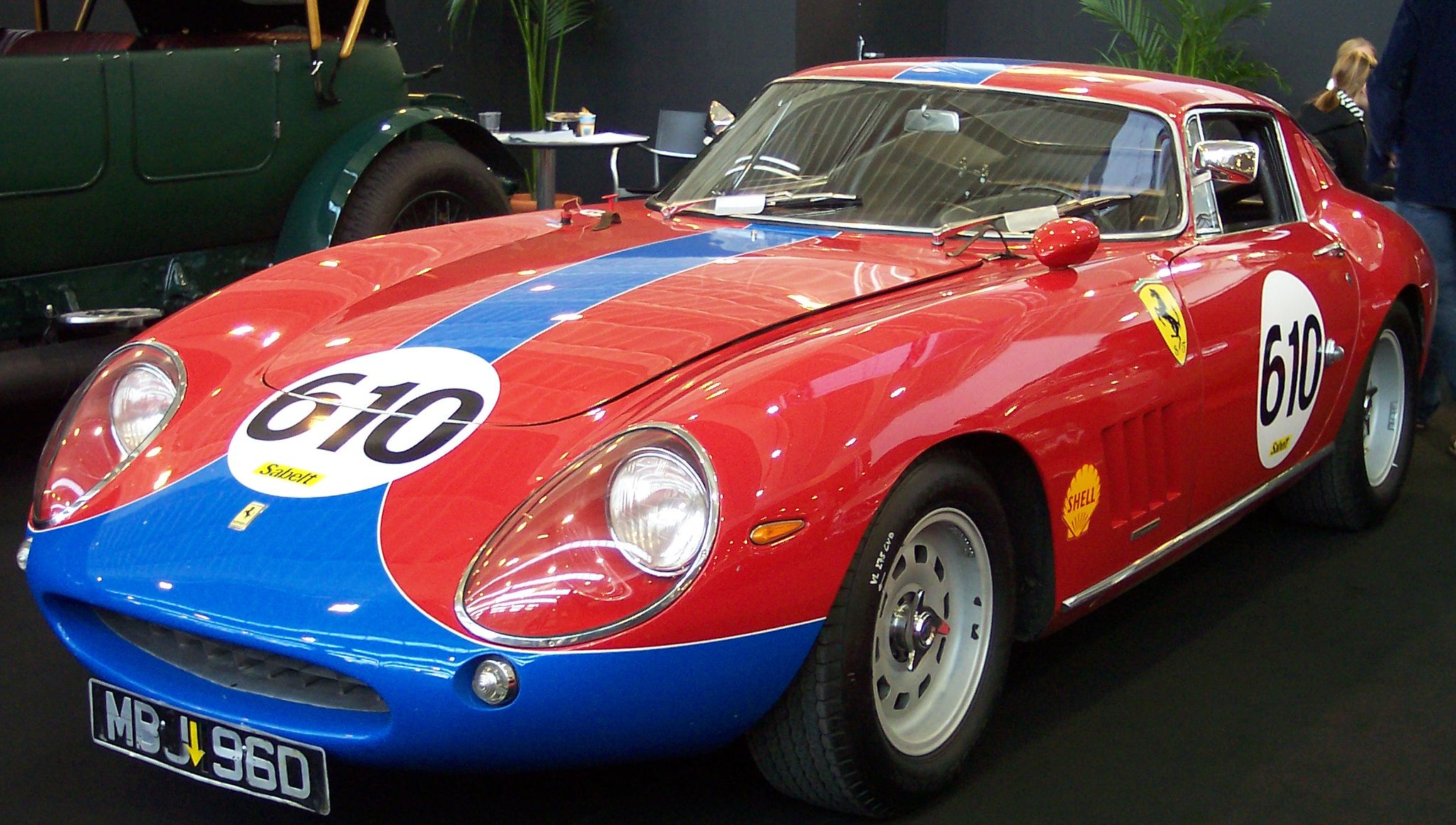
275 GTB/C
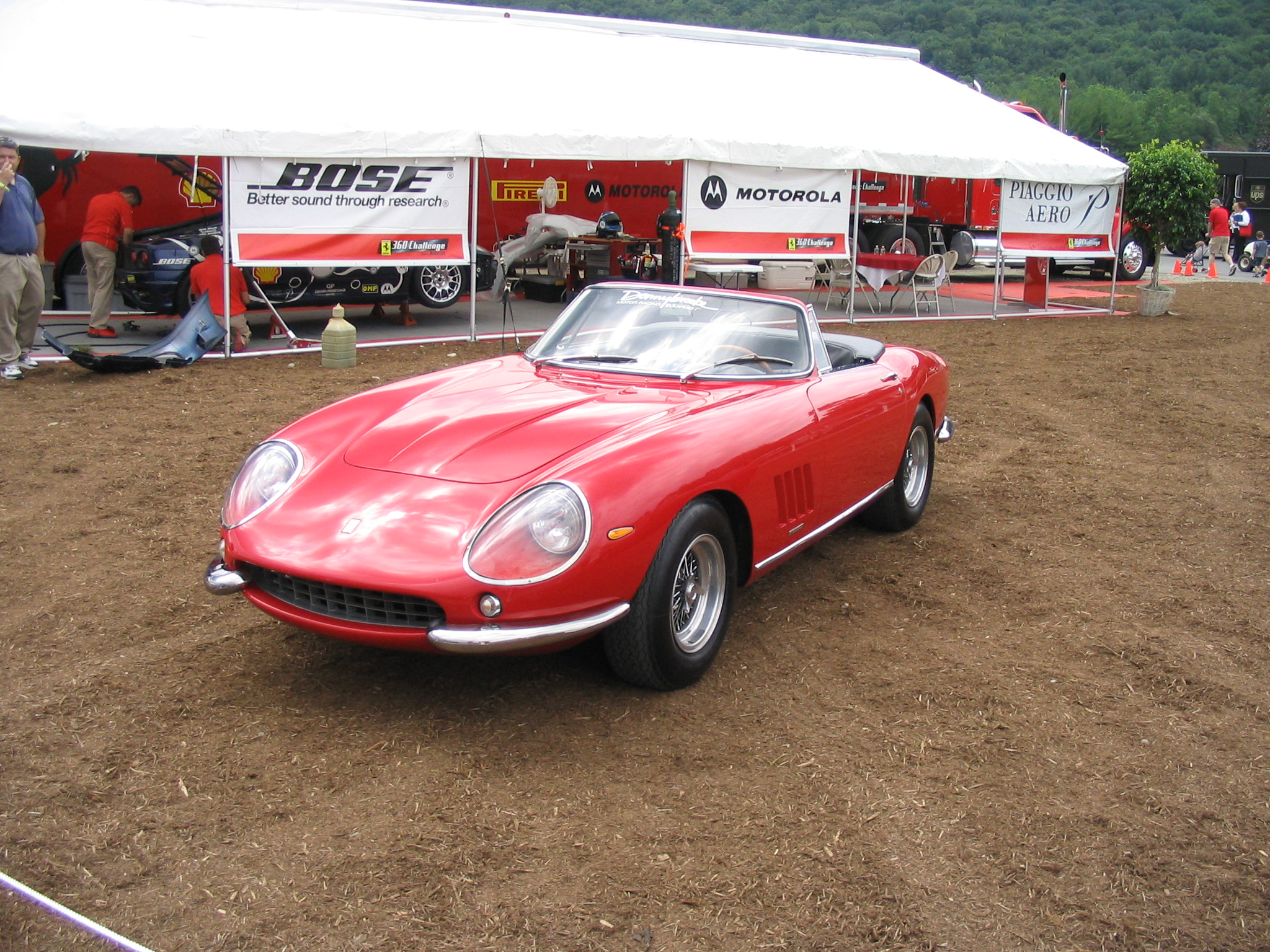
GTB/4-S NART